# Élections présidentielles sous la Cinquième République dans les Alpes-de-Haute-Provence
Depuis l'adoption de la Constitution de la Cinquième République française en 1958, dix élections présidentielles ont eu lieu afin d'élire le président de la République. Cette page présente les résultats des huit élections à partir de 1974 dans les Alpes-de-Haute-Provence.

## Synthèse des résultats du second tour
Hormis lors des scrutins de 1974 et de 2022 où le département a placé respectivement en tête François Mitterrand et Marine Le Pen alors que c'est Valéry Giscard d'Estaing et Emmanuel Macron qui ont été élus au niveau national, le département vote en général selon la tendance nationale.
| 2022 | Emmanuel Macron (48,55%) (France : 58,55 %) | Marine Le Pen (51,45 %) (France : 41,45 %) | 75,09% (France : 71,99%) | 8,09% (France : 6,23%) |

| 2017 | Emmanuel Macron (58,46 %) (France : 66,10 %) | Marine Le Pen (41,54 %) (France : 33,90 %) | 76,87 % (France : 77,77 %) | 2,01 % (France : 2,47 %) |

| 2012 | François Hollande (51,06 %) (France : 51,64 %) | Nicolas Sarkozy (48,94 %) (France : 48,36 %) | 83,03 % (France : 80,35 %) | 2,05 % (France : 5,82 %) |

| 2007 | Nicolas Sarkozy (53,19 %) (France : 53,06 %) | Ségolène Royal (46,81 %) (France : 46,94 %) | 86,43 % (France : 83,97 %) | 1,61 % (France : 4,20 %) |

| 2002 | Jacques Chirac (78,83 %) (France : 82,21 %) | J.-M. Le Pen (21,17 %) (France : 17,79 %) | 75,62 % (France : 79,71 %) | 3,59 % (France : 3,38 %) |

| 1995 | Jacques Chirac (52,06 %) (France : 52,64 %) | Lionel Jospin (47,94 %) (France : 47,36 %) | 79,67 % (France : 78,38 %) | 3,27 % (France : 2,81 %) |

| 1988 | François Mitterrand (53,08 %) (France : 54,02 %) | Jacques Chirac (46,92 %) (France : 45,98 % %) | 82,43 % (France : 81,35 %) | 2,01 % (France : 2,00 %) |

| 1981 | François Mitterrand (53,4 %) (France : 51,76 %) | Valéry Giscard d'Estaing (46,6 %) (France : 48,24 %) | 80,9 % (France : 81,09 %) | 1,7 % (France : 1,62 %) |

| 1974 | Valéry Giscard d'Estaing (46,48 %) (France : 50,81 %) | François Mitterrand (53,52 %) (France : 49,19 %) | 84,67 % (France : 84,23 %) | 0,97 % (France : 0,92 %) |

|  | ▲ |

## Résultats détaillés par scrutin

### 2022
Arrivé en tête du premier tour, le président sortant Emmanuel Macron (27,85 %) affronte Marine Le Pen (23,15 %), un duel identique à celui du scrutin de 2017. C'est la deuxième fois qu'un second tour opposant les mêmes candidats à deux scrutins présidentiels consécutifs a lieu après ceux où se sont affrontés Valéry Giscard d'Estaing et François Mitterrand en 1974 et 1981.
En troisième position avec 21,95 % des voix, Jean-Luc Mélenchon réalise le score le plus élevé de ses trois candidatures et arrive largement en tête de la gauche, mais échoue à accéder au second tour, avec environ 400 000 voix de moins que Marine Le Pen.
Une nouvelle fois, les partis politiques traditionnels sont absents du second tour, dans des proportions encore plus importantes que lors de la précédente élection. Le Parti socialiste et Les Républicains, représentés respectivement par Anne Hidalgo et Valérie Pécresse, s'effondrent avec des scores historiquement faibles et n'atteignent pas le seuil des 5 %, condition permettant d'être remboursé des frais de campagne.
Le second tour voit Emmanuel Macron l'emporter par 58,55 % des suffrages exprimés, permettant ainsi au président sortant d'entamer un second mandat. Le septennat ayant été aboli en 2000, il devient ainsi le premier président de la République française à être réélu pour un deuxième quinquennat, le deuxième président de la Cinquième République réélu hors période de cohabitation et le quatrième président de la Cinquième République réélu.
Dans les Alpes-de-Haute-Provence, Marine Le Pen arrive en tête du premier tour avec 24,53 % des exprimés, suivie de Jean-Luc Mélenchon avec 22,61 %, Emmanuel Macron avec 20,02 % et Éric Zemmour avec 5 %. Au second tour, les électeurs ont voté à 51,45 % pour Marine Le Pen contre 48,55 % pour Emmanuel Macron avec un taux de participation de 75,09 % des inscrits.
| Candidats                | Candidats                | Partis                   | Premier tour | Premier tour | Second tour | Second tour |
| Candidats                | Candidats                | Partis                   | Voix         | %            | Voix        | %           |
| ------------------------ | ------------------------ | ------------------------ | ------------ | ------------ | ----------- | ----------- |
|                          | Marine Le Pen            | RN                       | 26 010       | 26,90        | 44 139      | 51,45       |
|                          | Jean-Luc Mélenchon       | LFI                      | 21 856       | 22,61        |             |             |
|                          | Emmanuel Macron          | LREM                     | 20 800       | 21,51        | 41 659      | 48,55       |
|                          | Éric Zemmour             | REC                      | 7 926        | 8,20         |             |             |
|                          | Jean Lassalle            | RES                      | 4 309        | 4,46         |             |             |
|                          | Yannick Jadot            | EELV                     | 3 957        | 4,09         |             |             |
|                          | Valérie Pécresse         | LR                       | 3 834        | 3,97         |             |             |
|                          | Fabien Roussel           | PCF                      | 2 721        | 2,81         |             |             |
|                          | Nicolas Dupont-Aignan    | DLF                      | 2 504        | 2,59         |             |             |
|                          | Anne Hidalgo             | PS                       | 1 396        | 1,44         |             |             |
|                          | Philippe Poutou          | NPA                      | 865          | 0,89         |             |             |
|                          | Nathalie Arthaud         | LO                       | 505          | 0,52         |             |             |
|                          |                          |                          |              |              |             |             |
| Votes valides            | Votes valides            | Votes valides            | 96 683       | 97,87        | 85 798      | 89,21       |
| Votes blancs             | Votes blancs             | Votes blancs             | 1 478        | 1,50         | 7 773       | 8,08        |
| Votes nuls               | Votes nuls               | Votes nuls               | 624          | 0,63         | 2 599       | 2,70        |
| Total                    | Total                    | Total                    | 98 785       | 100          | 96 170      | 100         |
| Abstention               | Abstention               | Abstention               | 29 290       | 22,87        | 31 907      | 24,91       |
| Inscrits / participation | Inscrits / participation | Inscrits / participation | 128 075      | 77,13        | 128 077     | 75,09       |

### 2017
Le premier tour de l'élection présidentielle de 2017 voit s'affronter onze candidats. Emmanuel Macron arrive en tête devant Marine Le Pen et tous deux se qualifient pour le second tour. Néanmoins, avec François Fillon et Jean-Luc Mélenchon, les scores des quatre candidats ayant recueilli le plus de voix sont serrés (4,43 points entre le 1er et le 4e). Pour la première fois, aucun des candidats des deux partis politiques pourvoyeurs jusque-là des présidents de la Ve République, n'est présent au second tour. Celui-ci se tient le dimanche 7 mai et se solde par la victoire d'Emmanuel Macron, avec un total de 20 753 798 bulletins de vote en sa faveur, soit 66,10 % des suffrages exprimés, face à la candidate du Front national, qui recueille 33,90 %. Le scrutin est néanmoins marqué par une forte abstention et par un record de votes blancs ou nuls. 
Dans les Alpes-de-Haute-Provence, Marine Le Pen arrive en tête du premier tour avec 24,53% des exprimés, suivie de Jean-Luc Mélenchon avec 22,51%, Emmanuel Macron avec 20,02%, François Fillon avec 18,49 % et Benoît Hamon avec 5 %. Au second tour, les électeurs ont voté à 58,46 % pour Emmanuel Macron contre 41,54 % pour Marine Le Pen avec un taux de participation de 76,87 % des inscrits.
|             | FN          | Marine Le Pen         | 24 463  | 24,53 %    | 34 817  | 41,54 %    |  |  |
|             | LFi         | Jean-Luc Mélenchon    | 22 448  | 22,51 %    |         |            |  |  |
|             | EM          | Emmanuel Macron       | 19 960  | 20,02 %    | 48 994  | 58,46 %    |  |  |
|             | LR          | François Fillon       | 18 442  | 18,49 %    |         |            |  |  |
|             | PS          | Benoît Hamon          | 4 983   | 5 %        |         |            |  |  |
|             | DlF         | Nicolas Dupont-Aignan | 4 861   | 4,87 %     |         |            |  |  |
|             | RES         | Jean Lassalle         | 1 721   | 1,73 %     |         |            |  |  |
|             | NPA         | Philippe Poutou       | 1 178   | 1,18 %     |         |            |  |  |
|             | UPR         | François Asselineau   | 932     | 0,93 %     |         |            |  |  |
|             | LO          | Nathalie Arthaud      | 521     | 0,52 %     |         |            |  |  |
|             | SeP         | Jacques Cheminade     | 205     | 0,21 %     |         |            |  |  |
|             |             |                       |         |            |         |            |  |  |
|             |             |                       | Nombre  | % inscrits | Nombre  | % inscrits |  |  |
| Inscrits    | Inscrits    | Inscrits              | 126 578 |            | 126 459 |            |  |  |
| Abstentions | Abstentions | Abstentions           | 24 323  | 19,22 %    | 29 255  | 23,13 %    |  |  |
| Votants     | Votants     | Votants               | 102 255 | 80,78 %    | 97 204  | 76,87 %    |  |  |
|             |             |                       |         |            |         |            |  |  |
|             |             |                       |         | % votants  |         | % votants  |  |  |
| Blancs      | Blancs      | Blancs                | 1 808   | 1,43 %     | 9 671   | 7,65 %     |  |  |
| Nuls        | Nuls        | Nuls                  | 733     | 0,58 %     | 3 722   | 2,94 %     |  |  |
| Exprimés    | Exprimés    | Exprimés              | 99 714  | 78,78 %    | 83 811  | 66,28 %    |  |  |

### 2012
Hollande, désigné par le PS à la suite d'une primaire ouverte, devance Sarkozy dès le premier tour de l'élection présidentielle de 2012 : c'est la première fois qu'un président sortant est ainsi devancé. Au second tour, Sarkozy est battu mais par un écart plus faible qu'attendu.
Dans les Alpes-de-Haute-Provence, Nicolas Sarkozy arrive en tête du premier tour avec 25,47 % des exprimés, suivi de François Hollande avec 24,36 %, Marine Le Pen avec 20,71 %, Jean-Luc Mélenchon avec 15,15 % et François Bayrou avec 7,42 %. Au second tour, les électeurs ont voté à 51,06 % pour François Hollande contre 48,94 % pour Nicolas Sarkozy avec un taux de participation de 83,6 % des inscrits.
|                | UMP            | Nicolas Sarkozy       | 25 668  | 25,47 %    | 47 444  | 48,94 %    |  |  |
|                | PS             | François Hollande     | 24 551  | 24,36 %    | 49 498  | 51,06 %    |  |  |
|                | FN             | Marine Le Pen         | 20 875  | 20,71 %    |         |            |  |  |
|                | FG             | Jean-Luc Mélenchon    | 15 269  | 15,15 %    |         |            |  |  |
|                | MoDem          | François Bayrou       | 7 483   | 7,42 %     |         |            |  |  |
|                | EELV           | Eva Joly              | 2 933   | 2,91 %     |         |            |  |  |
|                | DLF            | Nicolas Dupont-Aignan | 1 845   | 1,83 %     |         |            |  |  |
|                | NPA            | Philippe Poutou       | 1 394   | 1,38 %     |         |            |  |  |
|                | LO             | Nathalie Arthaud      | 487     | 0,48 %     |         |            |  |  |
|                | S&P            | Jacques Cheminade     | 283     | 0,28 %     |         |            |  |  |
|                |                |                       |         |            |         |            |  |  |
|                |                |                       | Nombre  | % inscrits | Nombre  | % inscrits |  |  |
| Inscrits       | Inscrits       | Inscrits              | 123 933 |            | 123 895 |            |  |  |
| Abstentions    | Abstentions    | Abstentions           | 21 034  | 16,97 %    | 20 314  | 16,4 %     |  |  |
| Votants        | Votants        | Votants               | 102 899 | 83,03 %    | 103 581 | 83,6 %     |  |  |
|                |                |                       |         |            |         |            |  |  |
|                |                |                       |         | % votants  |         | % votants  |  |  |
| Blancs ou nuls | Blancs ou nuls | Blancs ou nuls        | 2 111   | 2,05 %     | 6 639   | 6,41 %     |  |  |
| Exprimés       | Exprimés       | Exprimés              | 100 788 | 97,95 %    | 96 942  | 97,95 %    |  |  |

### 2007
Au premier tour de l'élection présidentielle de 2007, Sarkozy réussit à capter une partie des voix de Le Pen et arrive largement en tête. Royal est la première femme qualifiée pour le second tour d'une élection présidentielle. Elle est battue avec une avance de 6 points.
Dans les Alpes-de-Haute-Provence, Nicolas Sarkozy arrive en tête du premier tour avec 29,98 % des exprimés, suivi de Ségolène Royal avec 25,24 %, François Bayrou avec 16,59 %, Jean-Marie Le Pen avec 11,24 % et Olivier Besancenot avec 4,28 %. Au second tour, les électeurs ont voté à 53,19 % pour Nicolas Sarkozy contre 46,81 % pour Ségolène Royal avec un taux de participation de 97,95 % des inscrits.
|                | UMP            | Nicolas Sarkozy      | 30 321  | 29,98 %    | 52 684  | 53,19 %    |  |  |
|                | PS             | Ségolène Royal       | 25 531  | 25,24 %    | 46 360  | 46,81 %    |  |  |
|                | UDF            | François Bayrou      | 16 781  | 16,59 %    |         |            |  |  |
|                | FN             | Jean-Marie Le Pen    | 11 365  | 11,24 %    |         |            |  |  |
|                | LCR            | Olivier Besancenot   | 4 332   | 4,28 %     |         |            |  |  |
|                | GPA            | Marie-George Buffet  | 2 737   | 2,71 %     |         |            |  |  |
|                | SE             | José Bové            | 2 258   | 2,23 %     |         |            |  |  |
|                | MPF            | Philippe de Villiers | 2 187   | 2,16 %     |         |            |  |  |
|                | CPNT           | Frédéric Nihous      | 2 056   | 2,03 %     |         |            |  |  |
|                | Les Verts      | Dominique Voynet     | 1 727   | 1,71 %     |         |            |  |  |
|                | LO             | Arlette Laguiller    | 1 222   | 1,21 %     |         |            |  |  |
|                | CNRSP          | Gérard Schivardi     | 623     | 0,62 %     |         |            |  |  |
|                |                |                      |         |            |         |            |  |  |
|                |                |                      | Nombre  | % inscrits | Nombre  | % inscrits |  |  |
| Inscrits       | Inscrits       | Inscrits             | 118 936 |            | 118 928 |            |  |  |
| Abstentions    | Abstentions    | Abstentions          | 16 143  | 13,57 %    | 15 140  | 12,73 %    |  |  |
| Votants        | Votants        | Votants              | 102 793 | 86,43 %    | 103 788 | 87,27 %    |  |  |
|                |                |                      |         |            |         |            |  |  |
|                |                |                      |         | % votants  |         | % votants  |  |  |
| Blancs ou nuls | Blancs ou nuls | Blancs ou nuls       | 1 653   | 1,61 %     | 4 744   | 4,57 %     |  |  |
| Exprimés       | Exprimés       | Exprimés             | 101 140 | 98,39 %    | 99 044  | 95,43 %    |  |  |

### 2002
Après cinq années de cohabitation, un duel est attendu entre Chirac et le Premier ministre Jospin lors de l'élection présidentielle de 2002, mais, à la surprise générale, ce dernier est devancé par Le Pen au premier tour. Au second tour, Chirac bénéficie du ralliement de la gauche et reçoit un score sans précédent. Il s'agit de la première élection pour un mandat de cinq ans et non plus sept.
Dans les Alpes-de-Haute-Provence, Jean-Marie  Le Pen arrive en tête du premier tour avec 16,6 % des exprimés, suivi de Jacques  Chirac avec 16,36 %, Lionel  Jospin avec 13,65 %, Jean  Saint-Josse avec 8,97 % et Jean-Pierre Chevènement avec 5,86 %. Au second tour, les électeurs ont voté à 78,83 % pour Jacques  Chirac contre 21,17 % pour Jean-Marie  Le Pen avec un taux de participation de 82,73 % des inscrits.
|                | FN             | Jean-Marie Le Pen       | 13 184  | 16,6 %     | 17 847  | 21,17 %    |  |  |
|                | RPR            | Jacques Chirac          | 12 998  | 16,36 %    | 66 456  | 78,83 %    |  |  |
|                | PS             | Lionel Jospin           | 10 845  | 13,65 %    |         |            |  |  |
|                | CPNT           | Jean Saint-Josse        | 7 123   | 8,97 %     |         |            |  |  |
|                | MC             | Jean-Pierre Chevènement | 4 654   | 5,86 %     |         |            |  |  |
|                | UDF            | François Bayrou         | 4 651   | 5,86 %     |         |            |  |  |
|                | Les Verts      | Noël Mamère             | 4 468   | 5,63 %     |         |            |  |  |
|                | LO             | Arlette Laguiller       | 4 366   | 5,5 %      |         |            |  |  |
|                | LCR            | Olivier Besancenot      | 4 056   | 5,11 %     |         |            |  |  |
|                | PC             | Robert Hue              | 3 465   | 4,36 %     |         |            |  |  |
|                | DL             | Alain Madelin           | 2 943   | 3,71 %     |         |            |  |  |
|                | MNR            | Bruno Mégret            | 2 252   | 2,84 %     |         |            |  |  |
|                | PRG            | Christiane Taubira      | 1 700   | 2,14 %     |         |            |  |  |
|                | Cap21          | Corinne Lepage          | 1 459   | 1,84 %     |         |            |  |  |
|                | FRS            | Christine Boutin        | 845     | 1,06 %     |         |            |  |  |
|                | PT             | Daniel Gluckstein       | 421     | 0,53 %     |         |            |  |  |
|                |                |                         |         |            |         |            |  |  |
|                |                |                         | Nombre  | % inscrits | Nombre  | % inscrits |  |  |
| Inscrits       | Inscrits       | Inscrits                | 108 943 |            | 108 901 |            |  |  |
| Abstentions    | Abstentions    | Abstentions             | 26 555  | 24,38 %    | 18 812  | 17,27 %    |  |  |
| Votants        | Votants        | Votants                 | 82 388  | 75,62 %    | 90 089  | 82,73 %    |  |  |
|                |                |                         |         |            |         |            |  |  |
|                |                |                         |         | % votants  |         | % votants  |  |  |
| Blancs ou nuls | Blancs ou nuls | Blancs ou nuls          | 2 958   | 3,59 %     | 5 786   | 6,42 %     |  |  |
| Exprimés       | Exprimés       | Exprimés                | 79 430  | 96,41 %    | 84 303  | 93,58 %    |  |  |

### 1995
Après une nouvelle cohabitation et alors que la droite est particulièrement divisée entre Chirac et le Premier ministre Balladur, Jospin réussit à arriver en tête au premier tour de l'élection présidentielle de 1995, malgré la très lourde défaite de la gauche aux législatives de 1993. Au second tour, il est battu par Chirac.
Dans les Alpes-de-Haute-Provence, Lionel Jospin arrive en tête du premier tour avec 22,7 % des exprimés, suivi de Jacques Chirac avec 18,37 %, Édouard Balladur avec 16,97 %, Jean-Marie Le Pen avec 15,79 % et Robert Hue avec 11,16 %. Au second tour, les électeurs ont voté à 52,06 % pour Jacques Chirac contre 47,94 % pour Lionel Jospin avec un taux de participation de 82,31 % des inscrits.
|                | PS             | Lionel Jospin        | 18 169  | 22,7 %     | 38 183  | 47,94 %    |  |  |
|                | RPR            | Jacques Chirac       | 14 709  | 18,37 %    | 41 460  | 52,06 %    |  |  |
|                | RPR            | Édouard Balladur     | 13 585  | 16,97 %    |         |            |  |  |
|                | FN             | Jean-Marie Le Pen    | 12 642  | 15,79 %    |         |            |  |  |
|                | PC             | Robert Hue           | 8 932   | 11,16 %    |         |            |  |  |
|                | LO             | Arlette Laguiller    | 4 211   | 5,26 %     |         |            |  |  |
|                | MPF            | Philippe de Villiers | 4 186   | 5,23 %     |         |            |  |  |
|                | Les Verts      | Dominique Voynet     | 3 353   | 4,19 %     |         |            |  |  |
|                | S&P            | Jacques Cheminade    | 269     | 0,34 %     |         |            |  |  |
|                |                |                      |         |            |         |            |  |  |
|                |                |                      | Nombre  | % inscrits | Nombre  | % inscrits |  |  |
| Inscrits       | Inscrits       | Inscrits             | 103 874 |            | 103 853 |            |  |  |
| Abstentions    | Abstentions    | Abstentions          | 21 113  | 20,33 %    | 18 368  | 17,69 %    |  |  |
| Votants        | Votants        | Votants              | 82 761  | 79,67 %    | 85 485  | 82,31 %    |  |  |
|                |                |                      |         |            |         |            |  |  |
|                |                |                      |         | % votants  |         | % votants  |  |  |
| Blancs ou nuls | Blancs ou nuls | Blancs ou nuls       | 2 705   | 3,27 %     | 5 842   | 6,83 %     |  |  |
| Exprimés       | Exprimés       | Exprimés             | 80 056  | 96,73 %    | 79 643  | 93,17 %    |  |  |

### 1988
Après deux ans de cohabitation, Mitterrand affronte le Premier ministre Chirac lors de l'élection présidentielle de 1988. Le Pen obtient au premier tour un score jusque-là sans précédent pour un parti d'extrême droite. Au second tour, Mitterrand est facilement réélu.
Dans les Alpes-de-Haute-Provence, François Mitterrand arrive en tête du premier tour avec 30,37 % des exprimés, suivi de Jacques Chirac avec 18,35 %, Jean-Marie Le Pen avec 16,72 %, Raymond Barre avec 15,69 % et André Lajoinie avec 9,18 %. Au second tour, les électeurs ont voté à 53,08 % pour François Mitterrand contre 46,92 % pour Jacques Chirac avec un taux de participation de 86,06 % des inscrits.
|                | PS                    | François Mitterrand | 23 895 | 30,37 %    | 42 645 | 53,08 %    |  |  |
|                | RPR                   | Jacques Chirac      | 14 436 | 18,35 %    | 37 702 | 46,92 %    |  |  |
|                | FN                    | Jean-Marie Le Pen   | 13 156 | 16,72 %    |        |            |  |  |
|                | SE                    | Raymond Barre       | 12 345 | 15,69 %    |        |            |  |  |
|                | PC                    | André Lajoinie      | 7 224  | 9,18 %     |        |            |  |  |
|                | Les Verts             | Antoine Waechter    | 3 555  | 4,52 %     |        |            |  |  |
|                | Communiste rénovateur | Pierre Juquin       | 2 417  | 3,07 %     |        |            |  |  |
|                | LO                    | Arlette Laguiller   | 1 345  | 1,71 %     |        |            |  |  |
|                | MPT                   | Pierre Boussel      | 316    | 0,4 %      |        |            |  |  |
|                |                       |                     |        |            |        |            |  |  |
|                |                       |                     | Nombre | % inscrits | Nombre | % inscrits |  |  |
| Inscrits       | Inscrits              | Inscrits            | 97 417 |            | 97 378 |            |  |  |
| Abstentions    | Abstentions           | Abstentions         | 17 118 | 17,57 %    | 13 575 | 13,94 %    |  |  |
| Votants        | Votants               | Votants             | 80 299 | 82,43 %    | 83 803 | 86,06 %    |  |  |
|                |                       |                     |        |            |        |            |  |  |
|                |                       |                     |        | % votants  |        | % votants  |  |  |
| Blancs ou nuls | Blancs ou nuls        | Blancs ou nuls      | 1 610  | 2,01 %     | 3 456  | 4,12 %     |  |  |
| Exprimés       | Exprimés              | Exprimés            | 78 689 | 97,99 %    | 80 347 | 95,88 %    |  |  |

### 1981
Lors de l'élection présidentielle de 1981, Giscard d'Estaing arrive en tête au premier tour et affronte, comme la fois précédente, Mitterrand. Pour la première fois, un président sortant est battu : Mitterrand devient le premier président de gauche de la Ve République.
Dans les Alpes-de-Haute-Provence, Valéry Giscard d'Estaing arrive en tête du premier tour avec 27,17 % des exprimés, suivi de François Mitterrand avec 25,1 %, Georges Marchais avec 19,25 %, Jacques Chirac avec 15,65 % et Brice Lalonde avec 4,37 %. Au second tour, les électeurs ont voté à 53,52 % pour François Mitterrand contre 46,6 % pour Valéry Giscard d'Estaing avec un taux de participation de 86,94 % des inscrits.
|                | UDF            | Valéry Giscard d'Estaing | 18 937 | 27,17 %    | 34 381 | 46,6 %     |  |  |
|                | PS             | François Mitterrand      | 17 494 | 25,1 %     | 39 392 | 53,4 %     |  |  |
|                | PC             | Georges Marchais         | 13 419 | 19,25 %    |        |            |  |  |
|                | RPR            | Jacques Chirac           | 10 913 | 15,65 %    |        |            |  |  |
|                | MEP            | Brice Lalonde            | 3 044  | 4,37 %     |        |            |  |  |
|                | LO             | Arlette Laguiller        | 1 811  | 2,6 %      |        |            |  |  |
|                | MRG            | Michel Crépeau           | 1 294  | 1,86 %     |        |            |  |  |
|                | Divers droite  | Marie-France Garaud      | 1 070  | 1,53 %     |        |            |  |  |
|                | Divers droite  | Michel Debré             | 990    | 1,42 %     |        |            |  |  |
|                | PSU            | Huguette Bouchardeau     | 739    | 1,06 %     |        |            |  |  |
|                |                |                          |        |            |        |            |  |  |
|                |                |                          | Nombre | % inscrits | Nombre | % inscrits |  |  |
| Inscrits       | Inscrits       | Inscrits                 | 87 661 |            | 87 623 |            |  |  |
| Abstentions    | Abstentions    | Abstentions              | 16 747 | 19,1 %     | 11 447 | 13,06 %    |  |  |
| Votants        | Votants        | Votants                  | 70 914 | 80,9 %     | 76 176 | 86,94 %    |  |  |
|                |                |                          |        |            |        |            |  |  |
|                |                |                          |        | % votants  |        | % votants  |  |  |
| Blancs ou nuls | Blancs ou nuls | Blancs ou nuls           | 1 203  | 1,7 %      | 2 403  | 3,15 %     |  |  |
| Exprimés       | Exprimés       | Exprimés                 | 69 711 | 98,3 %     | 73 773 | 96,85 %    |  |  |

### 1974
L'élection présidentielle de 1974 est une élection anticipée à la suite de la mort de Pompidou. Mitterrand, candidat unique de la gauche, est largement en tête au premier tour devant Giscard d'Estaing, qui distance lui-même Chaban-Delmas. Au terme d'une campagne animée, marquée par un débat télévisé tendu, Giscard d'Estaing l'emporte avec une très courte avance.
Dans les Alpes-de-Haute-Provence, François Mitterrand arrive en tête du premier tour avec 48,07 % des exprimés, suivi de Valéry Giscard d'Estaing avec 29,93 %, Jacques Chaban-Delmas avec 13,21 %, Arlette Laguiller avec 2,74 % et Jean Royer avec 1,89 %. Au second tour, les électeurs ont voté à 53,52 % pour François Mitterrand contre 46,48 % pour Valéry Giscard d'Estaing avec un taux de participation de 89,35 % des inscrits.
|                | PS             | François Mitterrand       | 28 262 | 48,07 %    | 33 013 | 53,52 %    |  |  |
|                | RI             | Valéry Giscard d'Estaing' | 17 601 | 29,93 %    | 28 672 | 46,48 %    |  |  |
|                | UDR            | Jacques Chaban-Delmas     | 7 767  | 13,21 %    |        |            |  |  |
|                | LO             | Arlette Laguiller         | 1 611  | 2,74 %     |        |            |  |  |
|                | SE             | Jean Royer                | 1 112  | 1,89 %     |        |            |  |  |
|                | SE, écologiste | René Dumont               | 1 029  | 1,75 %     |        |            |  |  |
|                | FN             | Jean-Marie Le Pen         | 532    | 0,9 %      |        |            |  |  |
|                | MDSF           | Émile Muller              | 336    | 0,57 %     |        |            |  |  |
|                | FCR            | Alain Krivine             | 275    | 0,47 %     |        |            |  |  |
|                | NAR            | Bertrand Renouvin         | 123    | 0,21 %     |        |            |  |  |
|                | MFE            | Jean-Claude Sebag         | 117    | 0,2 %      |        |            |  |  |
|                |                |                           |        |            |        |            |  |  |
|                |                |                           | Nombre | % inscrits | Nombre | % inscrits |  |  |
| Inscrits       | Inscrits       | Inscrits                  | 70 130 |            | 70 007 |            |  |  |
| Abstentions    | Abstentions    | Abstentions               | 10 753 | 15,33 %    | 7 454  | 10,65 %    |  |  |
| Votants        | Votants        | Votants                   | 59 377 | 84,67 %    | 62 553 | 89,35 %    |  |  |
|                |                |                           |        |            |        |            |  |  |
|                |                |                           |        | % votants  |        | % votants  |  |  |
| Blancs ou nuls | Blancs ou nuls | Blancs ou nuls            | 578    | 0,97 %     | 868    | 1,39 %     |  |  |
| Exprimés       | Exprimés       | Exprimés                  | 58 799 | 99,03 %    | 61 685 | 98,61 %    |  |  |